# 卵叶天料木
卵叶天料木（学名：Homalium phanerophlebium var. obovatifolium）为大风子科天料木属下的一个变种。

## 扩展阅读
- 維基物種上的相關：卵叶天料木